# 34e cérémonie des British Academy Film Awards
Pour la cérémonie des BAFTAs récompensant la télévision, voir la 28e cérémonie des British Academy Television Awards.
La 34e cérémonie des British Academy Film Awards, organisée par la British Academy of Film and Television Arts, s'est déroulée en 1981 et a récompensé les films sortis en 1980.

## Palmarès

### Meilleur film
- Elephant Man (The Elephant Man)
  - Kramer contre Kramer (Kramer vs. Kramer)
  - Bienvenue, mister Chance (Being There)
  - Kagemusha, l'ombre du guerrier (Kagemusha)

### Meilleur réalisateur
- Akira Kurosawa pour Kagemusha, l'ombre du guerrier (影武者)
  - Alan Parker pour Fame
  - Robert Benton pour Kramer contre Kramer (Kramer vs. Kramer)
  - David Lynch pour Elephant Man (The Elephant Man)

### Meilleur acteur
- John Hurt pour le rôle de John Merrick, "Elephant Man" dans Elephant Man (The Elephant Man)
  - Dustin Hoffman pour le rôle de Ted Kramer dans Kramer contre Kramer (Kramer vs. Kramer)
  - Roy Scheider pour le rôle de Joe Gideon dans Que le spectacle commence (All That Jazz)
  - Peter Sellers pour le rôle de Chauncey Gardiner, "Chance" dans Bienvenue, mister Chance (Being There)

### Meilleure actrice
- Judy Davis pour le rôle de Sybylla Melvyn dans Ma brillante carrière (My Brilliant Career)
  - Bette Midler pour le rôle de Mary Rose, "The Rose" dans The Rose
  - Meryl Streep pour le rôle de Joanna Kramer dans Kramer contre Kramer (Kramer vs. Kramer)
  - Shirley MacLaine pour le rôle d'Eve Rand dans Bienvenue, mister Chance (Being There)

### Meilleur scénario
- Bienvenue, mister Chance (Being There) – Jerzy Kosinski
  - Y a-t-il un pilote dans l'avion ? (Airplane!) – Jim Abrahams, David Zucker et Jerry Zucker
  - Kramer contre Kramer (Kramer vs. Kramer) – Robert Benton
  - Elephant Man (The Elephant Man) – Christopher De Vore, Eric Bergren et David Lynch

### Meilleure direction artistique
- Elephant Man (The Elephant Man) – Stuart Craig
  - Flash Gordon – Danilo Donati
  - Que le spectacle commence (All That Jazz) – Philip Rosenberg
  - Star Wars, épisode V : L'Empire contre-attaque (The Empire Strikes Back) – Norman Reynolds

### Meilleurs costumes
- Kagemusha, l'ombre du guerrier (Kagemusha)
  - Flash Gordon
  - Que le spectacle commence (All That Jazz)
  - Don Giovanni

### Meilleure photographie
- Que le spectacle commence (All That Jazz) – Giuseppe Rotunno
  - L'Étalon noir (The Black Stallion) – Caleb Deschanel
  - Elephant Man (The Elephant Man) – Freddie Francis
  - Kagemusha, l'ombre du guerrier (Kagemusha) – Takao Saito et Masaharu

### Meilleur montage
- Que le spectacle commence (All That Jazz) – Alan Heim
  - Fame – Gerry Hambling
  - Kramer contre Kramer (Kramer vs. Kramer) – Jerry Greenberg
  - Elephant Man (The Elephant Man) – Anne V. Coates

### Meilleur son
- Fame
  - The Rose
  - Don Giovanni
  - Star Wars, épisode V : L'Empire contre-attaque (The Empire Strikes Back)
  - Que le spectacle commence (All That Jazz)

### Meilleure musique de film
Anthony Asquith Award.
- Star Wars, épisode V : L'Empire contre-attaque (The Empire Strikes Back) – John Williams
  - Breaking Glass – Hazel O'Connor
  - Fame – Michael Gore
  - Flash Gordon – Queen et Howard Blake

### Meilleur film d'animation
- The Three Inventors
  - Seaside Woman
  - Bio Woman
  - The Cube

### Meilleur court-métrage
- Sredni Vashtar – Andrew Birkin
  - Dollor Bottom – Roger Christian
  - Box On – Lindsey Clennell
  - Possessions – Andrew Bogle

### Meilleur nouveau venu dans un rôle principal
- Judy Davis – Ma brillante carrière (My Brilliant Career)
  - Debra Winger – Urban Cowboy
  - Sonia Braga – Dona Flor et ses deux maris (Dona Flor e Seus Dois Maridos)
  - Gordon Sinclair – Une fille pour Gregory (Gregory's Girl)

### Fellowship Award
Prix d'honneur de la BAFTA, récompense la réussite dans les différentes formes du cinéma.
- Abel Gance
- Michael Powell
- Emeric Pressburger

## Récompenses et nominations multiples

### Nominations multiples
Films
 7  : Elephant Man
 6  : Kramer contre Kramer, Que le spectacle commence
 4  : Bienvenue, mister Chance, Kagemusha, l'ombre du guerrier, Fame
 3  : Star Wars, épisode V : L'Empire contre-attaque, Flash Gordon
 2  : Don Giovanni, The Rose, Ma brillante carrière
Personnalités
 2  : Judy Davis, Robert Benton, David Lynch

### Récompenses multiples
Légende : Nombre de récompenses/Nombre de nominations
Films
 3 / 7  : Elephant Man
 2 / 2  : Ma brillante carrière
 2 / 4  : Kagemusha, l'ombre du guerrier
 2 / 6  : Que le spectacle commence
Personnalités
 2 / 2  : Judy Davis

### Le grand perdant
0 / 6  : Kramer contre Kramer